# Васюков, Пётр Александрович
Пётр Александрович Васюков (4 ноября 1930, Киев — 30 января 2019, Москва) — начальник Управления строительства Московского метрополитена, Герой Социалистического Труда.

## Биография
Родился 4 ноября 1930 года в Киеве. После окончания в 1952 году Днепропетровского института инженеров железнодорожного транспорта работал в московском Метрострое.
С 1971 по 1976 год работал главным инженером московского Метростроя. За разработку и внедрение прогрессивного способа сооружения шахтных стволов в 1976 году П. А. Васюкову присвоена Государственная премия СССР. С 1976 по 1983 год работал начальником московского Метростроя.
Указом Президиума Верховного Совета СССР от 4 апреля 1980 года за большой вклад в развитие метростроения, внедрение прогрессивной технологии сооружения тоннелей, успешное выполнение заданий по строительству и вводу в эксплуатацию Калининского радиуса метро и станции «Горьковская» Московского метрополитена имени В. И. Ленина Васюкову Петру Александровичу присвоено звание Героя Социалистического Труда с вручением ему ордена Ленина и золотой медали «Серп и Молот».
С 1983 года — на пенсии. Жил в Москве.
Умер 30 января 2019 года после тяжёлой и продолжительной болезни. Похоронен на Кузьминском кладбище.

## Награды
Лауреат Государственной премии СССР. Награждён орденом Ленина, медалями.